# Saut en hauteur masculin aux Jeux olympiques d'été de 2008
Navigation
Athènes 2004 Londres 2012
Le concours du saut en hauteur masculin des Jeux olympiques de 2008 a eu lieu le 17 août pour les qualifications et le 19 août 2008 pour la finale, dans le Stade national de Pékin.
Les limites de qualifications étaient de 2,30 m pour la limite A et de 2,27 m pour la limite B.

## Records
Avant cette compétition, les records dans cette discipline étaient les suivants :
| Record du monde  | 2,45 m | Javier Sotomayor | Cuba       | 27 juillet 1991 | Salamanque |
| Record olympique | 2,39 m | Charles Austin   | États-Unis | 27 juillet 1996 | Atlanta    |

## Médaillés
| Or            | Argent         | Bronze           |
| Andrey Silnov | Germaine Mason | Yaroslav Rybakov |

## Résultats

### Finale (19 août)
| Rang               | Athlète          | Nationalité | 2.15 | 2.20 | 2.25 | 2.29 | 2.32 | 2.34 | 2.36 | 2.42 | Résultat | Note |
| ------------------ | ---------------- | ----------- | ---- | ---- | ---- | ---- | ---- | ---- | ---- | ---- | -------- | ---- |
| Médaille d'or      | Andrey Silnov    | Russie      | —    | o    | o    | o    | o    | o    | o    | xxx  | 2.36     |      |
| Médaille d'argent  | Germaine Mason   | Royaume-Uni | —    | o    | o    | x-   | o    | o    | xxx  |      | 2.34     | =PB  |
| Médaille de bronze | Yaroslav Rybakov | Russie      | —    | o    | o    | o    | xxo  | o    | xxx  |      | 2.34     | SB   |
| 4                  | Stefan Holm      | Suède       | —    | o    | o    | o    | o    | x-   | xx   |      | 2.32     |      |
| 5                  | Raul Spank       | Allemagne   | o    | o    | o    | o    | xxo  | xx-  | x    |      | 2.32     | PB   |
| 6                  | Jaroslav Baba    | Tchéquie    | o    | o    | o    | o    | x-   | x-   | x    |      | 2.29     |      |
| 7                  | Tomáš Janků      | Tchéquie    | o    | o    | o    | xo   | x-   | xx   |      |      | 2.29     |      |
| 8                  | Tom Parsons      | Royaume-Uni | o    | o    | o    | xxx  |      |      |      |      | 2.25     |      |
| 9                  | Martyn Bernard   | Royaume-Uni | o    | o    | xo   | x-   | xx   |      |      |      | 2.25     |      |
| 10                 | Jessé de Lima    | Brésil      | o    | o    | xxx  |      |      |      |      |      | 2.20     |      |
| 10                 | Filippo Campioli | Italie      | —    | o    | xxx  |      |      |      |      |      | 2.20     |      |
| 10                 | Rožle Prezelj    | Slovénie    | o    | xxo  | xxx  |      |      |      |      |      | 2.20     |      |

### Qualifications (17 août)
40 athlètes sont inscrits à ce concours, ils seront répartis dans deux séries. La limite de qualification est fixée à 2,32 m ou au moins les douze meilleurs sauteurs.
| Rang | Pays        | Athlète              | Hauteur      | Par hauteur | Par hauteur | Par hauteur | Par hauteur | Par hauteur | Par hauteur |
|      |             |                      |              | 2,10        | 2,15        | 2,20        | 2,25        | 2,29        |             |
| ---- | ----------- | -------------------- | ------------ | ----------- | ----------- | ----------- | ----------- | ----------- | ----------- |
| 1    | Royaume-Uni | Germaine Mason       | 2,29 m q     |             | o           | o           | o           | o           |             |
| 1    | Tchéquie    | Jaroslav Bába        | 2,29 m q     |             | o           | o           | o           | o           |             |
| 3    | Allemagne   | Raul Spank           | 2,29 m q     |             | o           | o           | xo          | o           |             |
| 4    | Suède       | Stefan Holm          | 2,29 m q     |             |             | o           | o           | xo          |             |
| 5    | Slovénie    | Rožle Prezelj        | 2,25 m q     |             | o           | o           | o           | xxx         |             |
| 5    | Russie      | Yaroslav Rybakov     | 2,25 m q     |             | o           | o           | o           | xxx         |             |
| 7    | États-Unis  | Andra Manson         | 2,25 m       |             | xo          | xo          | o           | xxx         |             |
| 8    | Italie      | Andrea Bettinelli    | 2,25 m       |             | o           | o           | xo          | xxx         |             |
| 8    | Russie      | Vyacheslav Voronin   | 2,25 m       |             | o           | o           | xo          | xxx         |             |
| 8    | France      | Mickaël Hanany       | 2,25 m       | o           | o           | o           | xo          | xxx         |             |
| 11   | Serbie      | Dragutin Topić       | 2,25 m       |             | o           | xo          | xo          | xxx         |             |
| 12   | Israël      | Niki Palli           | 2,20 m       | o           | o           | o           | xxx         |             |             |
| 12   | Bahamas     | Donald Thomas        | 2,20 m       |             | o           | o           | xxx         |             |             |
| 14   | Syrie       | Majed Tarad Ghazal   | 2,20 m (=RN) | o           | xo          | o           | xxx         |             |             |
| 14   | Pologne     | Michal Bieniek       | 2,20 m       |             | xo          | o           | xxx         |             |             |
| 16   | États-Unis  | Dusty Jonas          | 2,20 m       | o           | o           | xo          | xxx         |             |             |
| 17   | Mexique     | Gerardo Martínez     | 2,15 m       | o           | xo          | xxx         |             |             |             |
| 17   | Slovaquie   | Peter Horák          | 2,15 m       | o           | xo          | xxx         |             |             |             |
| 19   | Grèce       | Konstadínos Baniótis | 2,10 m       | xo          | xxx         |             |             |             |             |
| 20   | Ukraine     | Oleksandr Nartov     | 2,10 m       | xxo         | xxx         |             |             |             |             |

| Rang | Pays               | Athlète            | Hauteur      | Par hauteur | Par hauteur | Par hauteur | Par hauteur | Par hauteur |
|      |                    |                    |              | 2,10        | 2,15        | 2,20        | 2,25        | 2,29        |
| ---- | ------------------ | ------------------ | ------------ | ----------- | ----------- | ----------- | ----------- | ----------- |
| 1    | Tchéquie           | Tomáš Janků        | 2,29 m q     | o           | o           | o           | o           | o           |
| 1    | Brésil             | Jessé de Lima      | 2,29 m q     |             | o           | o           | o           | o           |
| 3    | Royaume-Uni        | Martyn Bernard     | 2,29 m q     |             | o           | o           | o           | xo          |
| 3    | Russie             | Andrey Silnov      | 2,29 m q     |             | o           | o           | o           | xo          |
| 5    | Italie             | Filippo Campioli   | 2,25 m q     | o           | o           | o           | o           | xxx         |
| 6    | Royaume-Uni        | Tom Parsons        | 2,25 m q     |             | o           | xo          | o           | xxx         |
| 7    | Chypre             | Kyriakos Ioannou   | 2,25 m       |             | xo          | xo          | xo          | xxx         |
| 8    | Canada             | Michael Mason      | 2,25 m       |             | o           | o           | xxo         | xxx         |
| 8    | États-Unis         | Jesse Williams     | 2,25 m       |             | o           | o           | xxo         | xxx         |
| 10   | Ukraine            | Dmytro Dem'yanyuk  | 2,20 m       | o           | o           | o           | xxx         |             |
| 11   | Suède              | Linus Thörnblad    | 2,20 m       |             | o           | xo          | xxx         |             |
| 12   | Antigua-et-Barbuda | James Grayman      | 2,20 m       | xo          | xxo         | xo          | xxx         |             |
| 13   | Botswana           | Kabelo Kgosiemang  | 2,20 m       |             | o           | xxo         | xxx         |             |
| 13   | Espagne            | Javier Bermejo     | 2,20 m       | o           | o           | xxo         | xxx         |             |
| 13   | Italie             | Alessandro Talotti | 2,20 m       | o           | o           | xxo         | xxx         |             |
| 16   | Malaisie           | Lee Hup Wei        | 2,20 m       | o           | xo          | xxo         | xxx         |             |
| 17   | Ukraine            | Yuriy Krymarenko   | 2,15 m       | o           | xo          | xxx         |             |             |
| 18   | Japon              | Naoyuki Daigo      | 2,15 m       | xxo         | xxo         | xxx         |             |             |
| 19   | Kazakhstan         | Sergey Zasimovich  | 2,10 m       | xo          | xxx         |             |             |             |
| 20   | Chine              | Huang Haiqiang     | aucune barre |             |             |             |             |             |